# 閔正鳳
閔正鳳，清朝軍事將領。
道光二十八年三月二十四，由湖北提督调任廣西提督。道光三十年八月二十五（1850年9月30日），同陕西提督互调。